# Rivers of Babylon
Rivers of Babylon är ursprungligen en rocksteadylåt (skriven av Brent Dowe och Trevor McNaughton med den jamaicanska vokalisttrion The Melodians). Sången som utgår ifrån psalm 137 ur Psaltaren, vars första rad i engelskspråkig version börjar just "By the rivers of Babylon, there we sat, sat and wept (Vid Babylons floder, där vi satt, satt och grät)". samt Psalm 19:14 The Melodians låt Rivers of Babylon från 1972 är en tidig reggaelåt med rastafaribudskap. Den handlar om de svarta slavättlingarnas påtvingade exil i "Babylon", i rastafaritermer synonymt med Jamaica och Amerika. Psalmen handlar om judarnas fångenskap i Babylonien under 5:e och 6:e århundradena före Kristi födelse, även om psalmens något hämndlystna avslutning inte följde med till popversionerna. Exakt när psalmen skrevs är oklart; traditionellt antingen under fångenskapens början eller under dess slut, även om man numera bara konstaterar att det är svårt att avgöra precis när den skrevs.

## Boney M.:s version
1978 hade den i det dåvarande Västtyskland verksamma pop- och discogruppen Boney M. en hit med låten (med något annorlunda text), då den gavs ut på singel.

## Andra inspelningar
Bruce Lowe släppte samma år en singel där han sjöng sången med text på tyska, "Die Legende von Babylon", som nådde upp till sjätteplatsen på de västtyska singellistorna.
Det svenska dansbandet Schytts spelade in en cover på sången med text på svenska: Kommer du ihåg Babylon?, som bandet även släppte på singel 1978 på Mariann Records samt på bandets album Hålligång 8 1979 + Hålligång 13 , och denna version låg på Svensktoppen i 10 veckor under perioden 12 november 1978 -14 januari 1979, och toppade bland annat listan.
De ursprungliga låtskrivarna Dowell och McNaughton har inte fått någon ersättning av de europeiska popartisterna genom deras skivbolag för "lånet" av deras originalverk, något som var mycket vanligt under reggaens barndom. The Melodians' låt finns för övrigt med i soundtracket till den jamaicanska långfilmen The Harder They Come, som bland annat handlar just om hur skivbolag och utländska artister skodde sig på jamaicanska musikers alster.

## Listplaceringar (Boney M. 1978)
| Lista                     | Topplaceringar |
| ------------------------- | -------------- |
| Eurochart Hot 100         | 1              |
| Norska singellistan       | 1              |
| Nyzeeländska singellistan | 1              |
| Svenska singellistan      | 1              |
| Brittiska singellistan    | 1              |
| US Billboard Hot 100      | 30             |

### Fotnoter
1. ↑  Peter Gustavsson (20 januari 2014). ”Bibeln som inspiration”. Dalarnas tidningar. Arkiverad från originalet den 20 december 2016. https://web.archive.org/web/20161220165915/http://www.dt.se/dalarna/hedemora/bibeln-som-inspiration-1. Läst 14 december 2016.
2. 1 2  Jewish Heritage Online Magazine Arkiverad 19 december 2006 hämtat från the Wayback Machine., inklusive den ursprungliga hebreiska texten med engelsk översättning
3. ↑  ”För 100 generationer sedan”. juni 1996-januari 2000. http://www.werbeka.com/bibliote/500tal/590bc.htm. Läst 17 juli 2011.
4. ↑  Boney M:s text Arkiverad 12 december 2006 hämtat från the Wayback Machine.
5. ↑  The Melodians text Arkiverad 2 februari 2007 hämtat från the Wayback Machine.
6. ↑  Information i Svensk mediedatabas.
7. ↑  Information i Svensk mediedatabas.
8. ↑  Svensktoppen - 1978
9. ↑  Svensktoppen - 1979